# Calle Samuel Izquierdo
La calle Samuel Izquierdo está ubicada en el sector poniente de Quinta Normal, en Santiago de Chile, y sirve de vía conectora para las avenidas de la comuna. Lleva el nombre de Samuel Izquierdo Urmeneta, diputado suplente electo en la década de 1870 y superintendente del Cuerpo de Bomberos de Santiago en 1888.
Se caracteriza por albergar distintos barrios de la comuna, como por ejemplo:
- Barrio Garín
- Barrio Sara Gajardo (como límite oriente)
- Barrio Catamarca
- Villa Los Sauces
- Villa Los Cisnes

La calle comienza en Lo Espinoza en sentido poniente-sur hasta la calle Carmen Lidia. En esa última cuadra entre Nueva Platón y Carmen Lidia cambia brevemente de nombre llamándose Lastenia Zúñiga, para luego ser una calle en ambos sentidos hasta Avenida José Joaquín Pérez.